# Stefan Franz

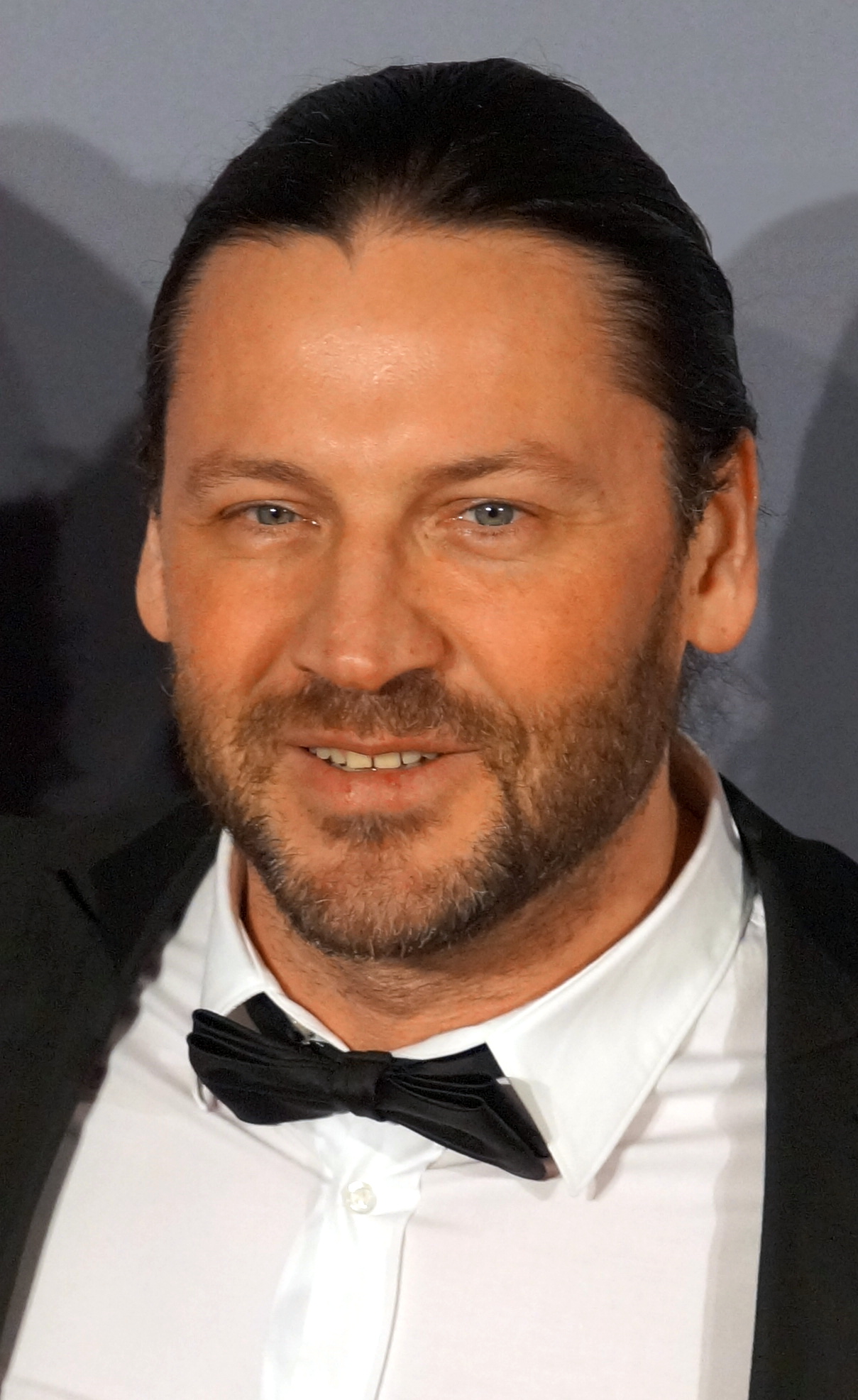
Stefan Franz (2015)

Stefan Franz (* 5. März 1966 in Freiburg/Elbe) ist ein deutscher Schauspieler.

## Leben
Stefan Franz absolvierte seine professionelle Schauspielausbildung an der Otto-Falckenberg-Schule und am Lee Strasberg Theatre and Film Institute in New York City. Er machte 1993 seinen Abschluss an der Otto-Falckenberg-Schule. Anschließend wirkte er in vielen Theateraufführungen mit, wie am Stadttheater Trier oder am Staatstheater Stuttgart. 
Außerdem nahm er im September 2002 in Hamburg am Holsten-City-Man-Triathlon teil.
Er wirkte als Schauspieler vor der Kamera in mehreren Fernsehserien mit, wie beispielsweise in St. Angela, Dr. Stefan Frank oder Alphateam. In der Serie Verbotene Liebe übernahm er im Jahr 2005 für zwei Folgen die Rolle des Alex Wiegand, die sonst von Frank Behnke gespielt wurde. Allerdings hörte man nur seine Stimme am Telefon. Er spielte von 2002 bis 2016 mit Unterbrechungen in der Daily-Soap Unter uns bei RTL die Rolle des Kfz-Mechanikers Rolf Jäger. Im März 2021 kehrte er kurzzeitig wieder zurück. Danach starb seine Rolle abseits des Seriengeschehens den Serientod.

## Filmografie
- 1993: Marienhof (Fernsehserie, 5 Folgen)
- 1997: Die Unzertrennlichen (Fernsehserie, 1 Folge)
- 1998: SK-Babies (Fernsehserie, 1 Folge)
- 2000: Dr. Stefan Frank – Der Arzt, dem die Frauen vertrauen (Fernsehserie, 1 Folge)
- 2000: Alphateam – Die Lebensretter im OP (Fernsehserie, 1 Folge)
- 2001: Die Rettungsflieger (Fernsehserie, 1 Folge)
- 2001: St. Angela (Fernsehserie, 1 Folge)
- 2002–2016, 2021: Unter uns (Fernsehserie)
- 2005: Verbotene Liebe (Fernsehserie, 2 Folgen als Stimme von Alex Brandner)
- 2011: Alarm für Cobra 11 – Die Autobahnpolizei (Fernsehserie, 1 Folge)
- 2013: Bridge the Gap (Kurzfilm)
- 2017: Heldt (Fernsehserie, 1 Folge)
- 2019: Turn of Events (Kurzfilm)
- 2022: Rezan (Kurzfilm)
- 2024: Der Staatsanwalt (Fernsehserie, 1 Folge)
- 2024: Für alle Fälle Familie (Fernsehserie, Folge 3: Familienbande)